# Franz Skotton
Franz Skotton (* 22. Dezember 1923 in Wien; † 16. April 2005 ebenda) war ein österreichischer Politiker (SPÖ) und Sekretär des Bundes Sozialistischer Akademiker, Intellektueller und Künstler (BSA). Er war von 1968 bis 1983 Mitglied des Bundesrates und mehrfach dessen Vorsitzender.

## Ausbildung und Beruf
Skotton besuchte nach der Volksschule bis 1942 ein Realgymnasium und leistete danach seinen Militärdienst ab. Er geriet im Zweiten Weltkrieg in Gefangenschaft, die er in den Vereinigten Staaten verbrachte. Nach dem Ende des Zweiten Weltkriegs studierte er an der Universität Wien, wobei er sein Studium 1952 mit dem akademischen Grad Dr. phil. abschloss.
Beruflich war Skotton bis 1956 als Finanzbeamter tätig, danach war er von 1956 bis 1984 als Bundessekretär sowie Landessekretär für Wien und Niederösterreich des Bundes Sozialistischer Akademiker, Intellektueller und Künstler beschäftigt. 1975 wurde ihm der Berufstitel Professor verliehen. Nach seiner Pensionierung studierte Skotton erneut als Gasthörer an der Universität.
Nach seinem Tod wurde Franz Skotton am 27. April 2005 am Simmeringer Friedhof bestattet.

## Politik
Skotton vertrat die Sozialdemokratische Partei zwischen dem 1. Jänner 1968 und dem 6. März 1983 im Bundesrat. Er wurde 1970 Obmann der Sozialistischen Bundesratsfraktion und wirkte zudem als Obmann-Stellvertreter des Klubs der Sozialistischen Abgeordneten und Bundesräte. Er war erstmals im ersten Halbjahr 1973 Vorsitzender des Bundesrates und hatte dieses Amt zudem im zweiten Halbjahr 1977 und im ersten Halbjahr 1982 inne. Zudem war er mehrfach Stellvertretender Vorsitzender des Bundesrates.

## Auszeichnungen
- Großes Silbernes Ehrenzeichen mit dem Stern für Verdienste um die Republik Österreich
- Großes Silbernes Ehrenzeichen am Bande für Verdienste um die Republik Österreich
- Bürger ehrenhalber der Stadt Wien (1983)